# Фьяминго, Росселла
Росселла Фьяминго (итал. Rossella Fiamingo, род. 14 июля 1991 года, Катания, Италия) — итальянская фехтовальщица на шпагах, олимпийская чемпионка 2024 года в командном первенстве, двукратная чемпионка мира, чемпионка Европы, многократная чемпионка Италии.

## Биография
Родилась в 1991 году в Катании. Фехтованием начала заниматься в 7 лет. В 2007 и 2008 годах становилась чемпионкой Европы среди кадетов, в 2009 и 2010 годах — чемпионкой Европы среди юниоров.
В 2011 году стала бронзовой призёркой чемпионата мира. В 2012 году приняла участие в Олимпийских играх в Лондоне, где заняла 7-е место как в личном, так и в командном первенстве. В 2014 году завоевала золотую и бронзовую медали чемпионата мира, и бронзовую медаль чемпионата Европы. В 2015 году стала чемпионкой мира в личном первенстве в Москве, а также выиграла две медали на чемпионате Европы в Монтрё.
На Олимпийских играх 2016 года в Рио-де-Жанейро Фьяминго была единственной итальянкой, выступавшей в личном первенстве шпажисток. Она дошла до финала, где уступила 33-летней венгерке Эмеше Сас (13-15). Тем не менее, Фьяминго стала первой в истории итальянкой, выигравшей медаль в личном первенстве шпажисток на Олимпийских играх (медали в этой дисциплине разыгрывались шестой раз в истории). В командном первенстве шпажисток итальянки в Рио не выступали.
Следующий олимпийский цикл итальянка провела неудачно: двукратная чемпионка мира не смогла завоевать ни одной медали на главных соревнованиях сезона. Лишь в 2019 году Росселла выиграла бронзовые медали чемпионатов мира и Европы в командной шпаге.